# 科納 (北卡羅萊納州)
科納（英語：Kona）是位於美國北卡羅萊納州米切爾縣的非建制地區。

## 歷史
科納的郵局於1916年設立，其後於1954年停運。

## 地理
科納所處的海拔為高於海平面719米（即2359英呎），而該地所採用的時區為UTC-5，即北美东部时区（EST）。同時該地設有夏令時間，為UTC-5調快一小時，即UTC-4（EDT）。